# 戸田村 (山口県)
戸田村（へたそん）は、山口県都濃郡にあった村。現在の周南市戸田にあたる。

## 地理
- 海洋 ： 周防灘
- 山岳 ： 昇仙峰、飛松山
- 河川 ： 夜市川

## 歴史
- 1889年（明治22年）4月1日 - 町村制の施行により、近世以来の戸田村が単独で自治体を形成。
- 1944年（昭和19年）4月1日 - 徳山市・櫛浜町・富田町・福川町・大津島村・夜市村・湯野村と合併し、改めて徳山市が発足。同日戸田村廃止。

## 交通

### 鉄道路線
村域を運輸通信省の山陽本線が通過したが、駅は所在しなかった。至近に戸田駅が所在。

### 道路
- 国道2号

現在は旧村域に山陽自動車道の徳山西インターチェンジが所在するが、当時は未開通。